# Visconti di Modrone

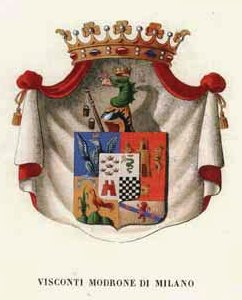
Stemma di Casa Visconti di Modrone

Il Casato dei Visconti di Modrone è un'illustre famiglia nobiliare milanese, discendente da Vercellino Visconti, figlio di Uberto (podestà di Vercelli e Como fra il 1290 e il 1295), fratello di Matteo I Visconti, signore di Milano.
A questa famiglia appartiene, tra gli altri, il celebre regista di Morte a Venezia e Il Gattopardo, Luchino Visconti.

## Storia

### Origini
Da Vercellino, nipote di Matteo I Visconti, discesero Giovanni, la cui linea si estinse con Ottone che fu uno degli uccisori di Giovanni Battista Visconti e Antonio nella cui discendenza sono degni di menzione: Guido marito di Leta Manfredi, governatore di Genova e Cremona sotto Galeazzo Maria Sforza e padre di Veronica moglie di Federico Borromeo; Giovanni Battista che fu inviato come ambasciatore di Milano presso Carlo V d'Asburgo nel 1541.

### Marchesi di Vimodrone
Nel 1683 Nicolò Maria Visconti figlio di Antonio Coriolano e di Maddalena Durini, sposò Teresa Modroni facendo nascere il ramo collaterale dei Visconti di Modrone che acquisisce il titolo di Marchesi di Vimodrone.

### Duchi Visconti di Modrone
Con decreto del 5 marzo 1813, Napoleone Bonaparte concede il titolo di duca del Regno a Carlo Visconti di Modrone. Il titolo verrà poi riconfermato pochi anni più tardi dall'imperatore Francesco I d'Austria, nuovo sovrano della Lombardia a seguito della caduta di Napoleone. Nel 1837, venuto a mancare il duca Carlo, privo di discendenza diretta, titoli e proprietà vennero trasferiti al cugino di secondo grado Uberto, figlio di Gaetano e Aurelia Gonzaga marito di Giovanna Gropallo e padre del duca Raimondo, del duca (dopo la morte del fratello) Guido, Carlo, Luigi e Gaetano.

### Duchi di Grazzano Visconti
Nel 1937, Vittorio Emanuele III concesse il titolo di duca di Grazzano Visconti a Giuseppe, terzo figlio di Guido, per ricompensa per il restauro del borgo storico, del castello di Grazzano e per la promozione dell'artigianato. Con Grazzano Visconti si identifica oggi il ramo terzogenito dei Visconti di Modrone. A questo ramo, sono appartenuti l'eroe di guerra Guido Visconti di Modrone, II duca di Grazzano Visconti, morto ad El-Alamein nel 1942, ed il regista Luchino Visconti.

## Genealogia
|                                                                    |                                                                    |                                                          |                                                          |                       |                       |                                                                    |                                                                    |                                               |                                               |                                     |                                     |                                                                             | | | |                                                                                   |                     |                                                          |                                                          |                |                                  |                                  |                                       |                                       |                                     |                                                   |                                                   |                                 |                                               |                                               |               |
|                                                                    |                                                                    |                                                          |                                                          |                       |                       |                                                                    |                                                                    |                                               |                                               |                                     |                                     |                                                                             | · Visconti di Lonate Pozzolo                                                                                       | | |                                                                                   |                     |                                                          |                                                          |                |                                  |                                  |                                       |                                       |                                     |                                                   |                                                   |                                 |                                               |                                               |               |
|                                                                    |                                                                    |                                                          |                                                          |                       |                       |                                                                    |                                                                    |                                               |                                               |                                     |                                     |                                                                             | | | |                                                                                   |                     |                                                          |                                                          |                |                                  |                                  |                                       |                                       |                                     |                                                   |                                                   |                                 |                                               |                                               |               |
|                                                                    |                                                                    |                                                          |                                                          |                       |                       |                                                                    |                                                                    |                                               |                                               |                                     |                                     |                                                                             | | | |                                                                                   |                     |                                                          |                                                          |                |                                  |                                  |                                       |                                       |                                     |                                                   |                                                   |                                 |                                               |                                               |               |
|                                                                    |                                                                    |                                                          |                                                          |                       |                       |                                                                    |                                                                    |                                               |                                               |                                     |                                     |                                                                             | Gaetano, VII conte di Lonate Pozzolo *1731 †1813 Aurelia Gonzaga                                                   | | |                                                                                   |                     |                                                          |                                                          |                |                                  |                                  |                                       |                                       |                                     |                                                   |                                                   |                                 |                                               |                                               |               |
|                                                                    |                                                                    |                                                          |                                                          |                       |                       |                                                                    |                                                                    |                                               |                                               |                                     |                                     |                                                                             | | | |                                                                                   |                     |                                                          |                                                          |                |                                  |                                  |                                       |                                       |                                     |                                                   |                                                   |                                 |                                               |                                               |               |
|                                                                    |                                                                    |                                                          |                                                          |                       |                       |                                                                    |                                                                    |                                               |                                               |                                     |                                     |                                                                             | | | |                                                                                   |                     |                                                          |                                                          |                |                                  |                                  |                                       |                                       |                                     |                                                   |                                                   |                                 |                                               |                                               |               |
|                                                                    |                                                                    |                                                          |                                                          |                       |                       |                                                                    |                                                                    |                                               |                                               |                                     |                                     |                                                                             | VISCONTI DI MODRONE Uberto, II duca Visconti di Modrone *1802 †1850 Giovanna Gropallo                              | | |                                                                                   |                     |                                                          |                                                          |                |                                  |                                  |                                       |                                       |                                     |                                                   |                                                   |                                 |                                               |                                               |               |
|                                                                    |                                                                    |                                                          |                                                          |                       |                       |                                                                    |                                                                    |                                               |                                               |                                     |                                     |                                                                             | | | |                                                                                   |                     |                                                          |                                                          |                |                                  |                                  |                                       |                                       |                                     |                                                   |                                                   |                                 |                                               |                                               |               |
|                                                                    |                                                                    |                                                          |                                                          |                       |                       |                                                                    |                                                                    |                                               |                                               |                                     |                                     |                                                                             | | | |                                                                                   |                     |                                                          |                                                          |                |                                  |                                  |                                       |                                       |                                     |                                                   |                                                   |                                 |                                               |                                               |               |
|                                                                    |                                                                    |                                                          |                                                          |                       |                       |                                                                    |                                                                    |                                               |                                               |                                     |                                     |                                                                             | Guido, III duca Visconti di Modrone *1838 †1902 Ida Rensi                                                          | | |                                                                                   |                     |                                                          |                                                          |                |                                  |                                  |                                       |                                       |                                     |                                                   |                                                   |                                 |                                               |                                               |               |
|                                                                    |                                                                    |                                                          |                                                          |                       |                       |                                                                    |                                                                    |                                               |                                               |                                     |                                     |                                                                             | | | |                                                                                   |                     |                                                          |                                                          |                |                                  |                                  |                                       |                                       |                                     |                                                   |                                                   |                                 |                                               |                                               |               |
|                                                                    |                                                                    |                                                          |                                                          |                       |                       |                                                                    |                                                                    |                                               |                                               |                                     |                                     |                                                                             | | | |                                                                                   |                     |                                                          |                                                          |                |                                  |                                  |                                       |                                       |                                     |                                                   |                                                   |                                 |                                               |                                               |               |
| Uberto, IV duca Visconti di Modrone *1871 †1923 Marianna Gropallo  | Uberto, IV duca Visconti di Modrone *1871 †1923 Marianna Gropallo  |                                                          |                                                          |                       |                       | Giovanni *1873 †1931 Edoarda Castelbarco Albani Visconti Simonetta | Giovanni *1873 †1931 Edoarda Castelbarco Albani Visconti Simonetta |                                               |                                               |                                     |                                     |                                                                             | | | VISCONTI DI GRAZZANO Giuseppe, I duca di Grazzano Visconti *1879 †1941 Carla Erba                     | VISCONTI DI GRAZZANO Giuseppe, I duca di Grazzano Visconti *1879 †1941 Carla Erba |                     |                                                          |                                                          |                |                                  |                                  |                                       |                                       |                                     | Guido Carlo *1881 †1967 Matilde Maria Marescalchi | Guido Carlo *1881 †1967 Matilde Maria Marescalchi |                                 |                                               |                                               |               |
|                                                                    |                                                                    |                                                          |                                                          |                       |                       |                                                                    |                                                                    |                                               |                                               |                                     |                                     |                                                                             | | | |                                                                                   |                     |                                                          |                                                          |                |                                  |                                  |                                       |                                       |                                     |                                                   |                                                   |                                 |                                               |                                               |               |
|                                                                    |                                                                    |                                                          |                                                          |                       |                       |                                                                    |                                                                    |                                               |                                               |                                     |                                     |                                                                             | | | |                                                                                   |                     |                                                          |                                                          |                |                                  |                                  |                                       |                                       |                                     |                                                   |                                                   |                                 |                                               |                                               |               |
| Marcello, V duca Visconti di Modrone *1898 †1964 Xenia Berlingieri | Marcello, V duca Visconti di Modrone *1898 †1964 Xenia Berlingieri | Ruggero *1906 †1991 1.Anna Fairbanks 2.Francesca Amidani | Ruggero *1906 †1991 1.Anna Fairbanks 2.Francesca Amidani | Emmanuele *1907 †1945 | Emmanuele *1907 †1945 | Ottorino *1909 †1978                                               | Ottorino *1909 †1978                                               | Galeazzo *1918 †1976 Simonetta Romano Colonna | Galeazzo *1918 †1976 Simonetta Romano Colonna | Marco *1920 †1995 Renata Oberzi Ner | Marco *1920 †1995 Renata Oberzi Ner | Guido, II duca di Grazzano Visconti *1901 †1942 Franca Viviani della Robbia | Guido, II duca di Grazzano Visconti *1901 †1942 Franca Viviani della Robbia                                        | Luigi, III duca di Grazzano Visconti *1905 †1967 1.Maddalena Arrivabene Valenti Gonzaga 2.Laura Adani              | Luigi, III duca di Grazzano Visconti *1905 †1967 1.Maddalena Arrivabene Valenti Gonzaga 2.Laura Adani | Luchino *1906 †1976                                                               | Luchino *1906 †1976 | Edoardo *1908 †1980 Nicoletta Arrivabene Valenti Gonzaga | Edoardo *1908 †1980 Nicoletta Arrivabene Valenti Gonzaga |                |                                  |                                  | Raimondo *1907 †1983 Elena Castellini | Raimondo *1907 †1983 Elena Castellini | Ferdinando *1909 †1963 Renate Pengg | Ferdinando *1909 †1963 Renate Pengg               | Filippo *1913 †1982 Angela Cima                   | Filippo *1913 †1982 Angela Cima | Niccolò Luisa Borghi                          | Niccolò Luisa Borghi                          |               |
|                                                                    |                                                                    |                                                          |                                                          |                       |                       |                                                                    |                                                                    |                                               |                                               |                                     |                                     |                                                                             | | | |                                                                                   |                     |                                                          |                                                          |                |                                  |                                  |                                       |                                       |                                     |                                                   |                                                   |                                 |                                               |                                               |               |
|                                                                    |                                                                    |                                                          |                                                          |                       |                       |                                                                    |                                                                    |                                               |                                               |                                     |                                     |                                                                             | | | |                                                                                   |                     |                                                          |                                                          |                |                                  |                                  |                                       |                                       |                                     |                                                   |                                                   |                                 |                                               |                                               |               |
| Uberto, VI duca Visconti di Modrone *1927 Antonella Bechi Piaggio  | Uberto, VI duca Visconti di Modrone *1927 Antonella Bechi Piaggio  |                                                          |                                                          |                       |                       |                                                                    |                                                                    |                                               |                                               |                                     |                                     |                                                                             | 1.Barnabò, IV duca di Grazzano Visconti *1930 †2015 1.Luciana Avati 2.Marta Nistri Renelletti 3.Francesca Scarsini | 1.Barnabò, IV duca di Grazzano Visconti *1930 †2015 1.Luciana Avati 2.Marta Nistri Renelletti 3.Francesca Scarsini | 1.Giammaria *1935 †2015 Violante Caracciolo                                                           | 1.Giammaria *1935 †2015 Violante Caracciolo                                       |                     | Eriprando *1932 †1995 Francesca Patrizia Ruspoli         | Eriprando *1932 †1995 Francesca Patrizia Ruspoli         |                | Guido Carlo Maria Gloria Gorgone | Guido Carlo Maria Gloria Gorgone |                                       | Luca Maria José Bossi-Fedrigotti      | Luca Maria José Bossi-Fedrigotti    | Leonardo Anna Sanfelice di Monforte               | Leonardo Anna Sanfelice di Monforte               |                                 | Matteo 1.Susanna Zevi 2.Margherita del Favero | Matteo 1.Susanna Zevi 2.Margherita del Favero |               |
|                                                                    |                                                                    |                                                          |                                                          |                       |                       |                                                                    |                                                                    |                                               |                                               |                                     |                                     |                                                                             | | | |                                                                                   |                     |                                                          |                                                          |                |                                  |                                  |                                       |                                       |                                     |                                                   |                                                   |                                 |                                               |                                               |               |
|                                                                    |                                                                    |                                                          |                                                          |                       |                       |                                                                    |                                                                    |                                               |                                               |                                     |                                     |                                                                             | | | |                                                                                   |                     |                                                          |                                                          |                |                                  |                                  |                                       |                                       |                                     |                                                   |                                                   |                                 |                                               |                                               |               |
|                                                                    |                                                                    |                                                          |                                                          |                       |                       |                                                                    |                                                                    |                                               |                                               |                                     |                                     |                                                                             | 1.Gian Galeazzo, V duca di Grazzano Visconti *1962 Osanna Rebecchini                                               | 1.Gian Galeazzo, V duca di Grazzano Visconti *1962 Osanna Rebecchini                                               | Luchino                                                                                               | Luchino                                                                           | Edoardo *1970       | Edoardo *1970                                            | Ortensia *1972                                           | Ortensia *1972 | Raimondo                         | Raimondo                         | Ferdinando                            | Ferdinando                            | Filippo                             | Filippo                                           |                                                   | 2.Luca Bernabò                  | 2.Luca Bernabò                                | 2.Bonaventura                                 | 2.Bonaventura |
|                                                                    |                                                                    |                                                          |                                                          |                       |                       |                                                                    |                                                                    |                                               |                                               |                                     |                                     |                                                                             | | | |                                                                                   |                     |                                                          |                                                          |                |                                  |                                  |                                       |                                       |                                     |                                                   |                                                   |                                 |                                               |                                               |               |
|                                                                    |                                                                    |                                                          |                                                          |                       |                       |                                                                    |                                                                    |                                               |                                               |                                     |                                     |                                                                             | | | |                                                                                   |                     |                                                          |                                                          |                |                                  |                                  |                                       |                                       |                                     |                                                   |                                                   |                                 |                                               |                                               |               |
|                                                                    |                                                                    |                                                          |                                                          |                       |                       |                                                                    |                                                                    |                                               |                                               |                                     | Barnabò Visconti di Modrone         | Barnabò Visconti di Modrone                                                 | Uberto Visconti di Modrone                                                                                         | Uberto Visconti di Modrone                                                                                         | Ottone Visconti di Modrone                                                                            | Ottone Visconti di Modrone                                                        |                     |                                                          |                                                          |                |                                  |                                  |                                       |                                       |                                     |                                                   |                                                   |                                 |                                               |                                               |               |

## Duchi Visconti di Modrone (1813-2001)
- 1813 - 1837: Carlo Visconti di Modrone;
- 1837 - 1850: Uberto Visconti di Modrone;
- 1850 - 1902: Guido Visconti di Modrone;
- 1902 - 1923: Uberto Visconti di Modrone;
- 1923 - 1964: Marcello Visconti di Modrone;
- 1964 - 2001: Uberto Visconti di Modrone.

## Duchi di Grazzano Visconti (1937-oggi)
- 1937 - 1941: Giuseppe Visconti di Modrone;
- 1941 - 1942: Guido Visconti di Modrone;
- 1942 - 1967: Luigi Visconti di Modrone;
- 1967 - 2015: Barnabò Visconti di Modrone;
- 2015 - oggi: Gian Galeazzo Visconti di Modrone.

## Altri membri
Al ramo dei Visconti di Modrone appartengono inoltre:
- Luchino Visconti di Modrone, regista;
- Giammaria Visconti di Modrone, dirigente dell'Inter;
- Eriprando Visconti di Modrone, regista;
- Leonardo Visconti di Modrone, diplomatico.